# María Isabel Francisca de Asís của Tây Ban Nha
María Isabel Francisca de Asís của Tây Ban Nha, Isabel của Tây Ban Nha hay Isabel de Borbón y Borbón (tiếng Tây Ban Nha: María Isabel Francisca de Asís Cristina Francisca de Paula Dominga; 20 tháng 12 năm 1851 – 22 tháng 4 năm 1931) là con gái lớn của Isabel II của Tây Ban Nha và Francisco de Asís của Tây Ban Nha. Isabel là người thừa kế ngai vàng Tây Ban Nha từ năm 1851 đến 1857 và từ 1874 đến 1880 và được phong là Thân vương xứ Asturias, tước hiệu dành cho người thừa kế của Tây Ban Nha. Năm 1868, Isabel kết hôn với Gaetano của Hai Sicilie, Bá tước xứ Girgenti, con trai của Ferdinando II của Hai Sicilie và Maria Theresia Isabella của Áo. Tuy nhiên, Gaetano đã tự sát ba năm sau đó.
Infanta Isabel là một nhân vật nổi bật tại triều đình Tây Ban Nha dưới thời trị vì của em trai là Quốc vương Alfonso XII và trong khoảng thời gian cháu trai  gọi bác của Isabel là Quốc vương Alfonso XIII còn nhỏ tuổi. Isabel là thành viên được yêu thích nhất của Vương thất Tây Ban Nha trong phần lớn cuộc đời mình. Sau khi chế độ quân chủ sụp đổ dưới thời Alfonso XIII, Vương nữ  từ chối lời đề nghị của các quan chức của Đệ Nhị Cộng hòa Tây Ban Nha để tiếp tục cư trú tại Tây Ban Nha. Vương nữ qua đời chỉ vài ngày sau khi bắt đầu cuộc sống mới ở Pháp kể từ khi sống lưu vong.

## Thời thơ ấu

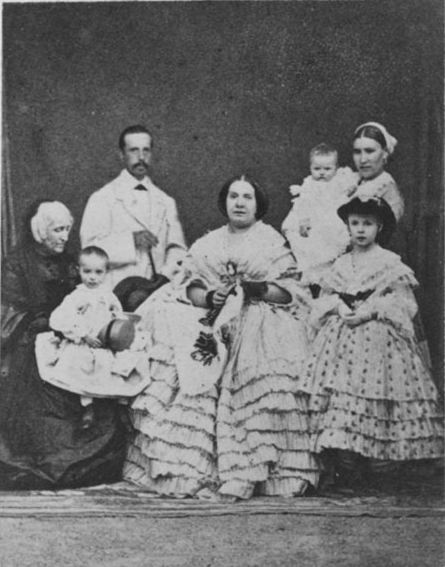
Infanta María Isabel Francisca de Asís tám tuổi cùng gia đình. Từ trái sang phải: Bà Hầu tước xứ Malpica với Alfonso, Thân vương xứ Asturias ngồi trên đùi của Bà Hầu tước; Phối vương Francisco de Asís, Nữ vương Isabel II của Tây Ban Nha và nhũ mẫu đang bế Infanta María de la Concepción và Infanta María Isabel Francisca de Asís năm 1860.

María Isabel Francisca de Asís được sinh ra tại Cung điện Vương thất Madrid vào ngày 20 tháng 12 năm 1851, là con gái lớn còn sống của Isabel II của Tây Ban Nha và Francisco de Asís của Tây Ban Nha. Sự ra đời của Vương nữ vô cùng được mong đợi vì trước đó Isabel II đã sinh ra một cậu con trai đã qua đời chỉ trong vòng vài giờ. Trong thời đại hỗn loạn của các cuộc nổi dậy của phái Carlist và cũng như các cuộc nội chiến lẻ tẻ, Vương nữ Isabel ngay lập tức được công nhận là người thừa kế ngai vàng và được phong làm Thân vương xứ Asturias.
Vương nữ được rửa tội một ngày sau khi sinh và được đặt tên là María Isabel Francisca de Asís. Cuộc hôn nhân của cha mẹ Vương nữ không được hạnh phúc. Ở tuổi mười sáu, Nữ vương Isabel II đã bị buộc phải kết hôn với Francisco de Asís của Tây Ban Nha, người em họ của mình . Nữ vương Isabel II không bao giờ mất đi ác cảm đối với chồng và tìm niềm vui cho bản thân bằng những mối quan hệ tình ái với tình nhân của mình. Nhiều nhà sử học và nhà viết tiểu sử cho rằng người cha ruột của Infanta Isabel là José Ruiz de Arana y Saavedra, một sĩ quan quân đội và quý tộc trẻ người Tây Ban Nha. Ruiz de Arana được nữ vương biết đến từ giới bên trong cung điện. Mối quan hệ giữa Nữ vương Isabel II và José Ruiz de Arana kéo dài từ năm 1851 đến năm 1856. Với một chút miễn cưỡng, Phối vương Francisco de Asís đã công nhận Isabel là con gái của mình, tương tự với tất cả những đứa con mà Nữ vương Isabel II sinh ra trong cuộc hôn nhân của hai người.
Vào ngày 2 tháng 2 năm 1852, khi Isabel II thực hiện chuyến thăm truyền thống tới Vương cung thánh đường Vương thất Đức Mẹ Atocha, đang khi giới thiệu con gái với công chúng thì Nữ vương bị một linh mục điên đâm. Nữ vương đã được cứu nhờ độ dày của áo nịt ngực, do đó vết thương không nguy hiểm đến tính mạng. Khi lớn lên, María Isabel bắt đầu xuất hiện trước công chúng cùng với bố mẹ của mình. Vương nữ được nhiều người biết đến với biệt danh trìu mến La Chata - ám chỉ đầu mũi tròn của Vương nữ. Trong sáu năm đầu đời, Isabel chính là người con một của gia đình, sau đó với sự ra đời của Alfonso, Pilar, Paz, Eulalia đã hoàn chỉnh gia đình của nữ vương Isabel II. Isabel mất danh hiệu Công chúa của Asturias khi anh trai cô chào đời vào Ngày 28 tháng 11 năm 1857, khi em trai Alfonso chào đời, Isabel mất đi tước hiệu Thân vương xứ Asturias và thay vào đó chỉ còn là một infanta.
María Isabel Francisca de Asís được nuôi dưỡng tách biệt với những em của mình. Mối quan hệ giữa Phối vương Francisco với các con rất xa cách và mang tính hình thức. Phần Isabel II thì lại có những mối bận tâm đến triều đại đầy sóng gió cũng như cuộc sống riêng tư của bản thân, hết mực yêu thương con cái nhưng cũng có lúc xa cách với các con, một điều thường thấy ở thời bấy giờ. Vương nữ nhận được một nền giáo dục tốt hơn nhiều so với mẹ và là người duy nhất trong số các con của nữ vương được nuôi dưỡng dưới thời trị vì của mẹ. María Isabel được chú trọng về ngôn ngữ và nàng Vương nữ trẻ rất quan tâm đến âm nhạc và cưỡi ngựa.

## Hôn nhân

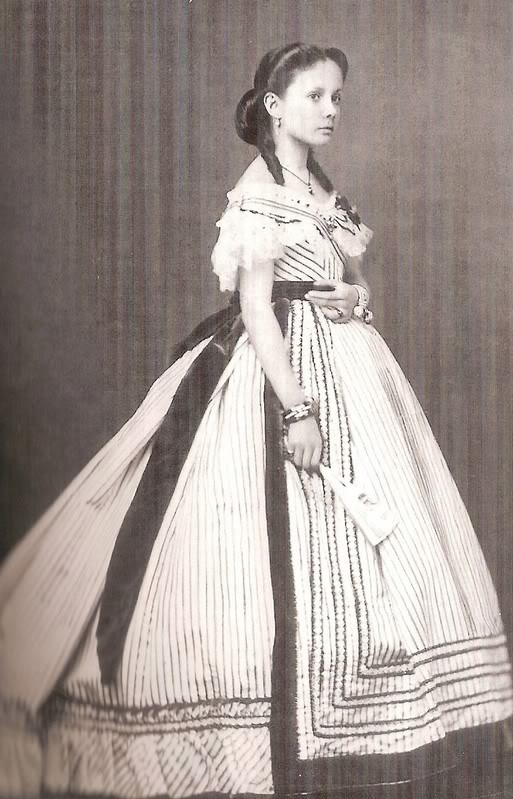
Infanta Isabel 14 tuổi vào năm 1865

Vì chỉ có một người em trai có sức khỏe yếu ớt đứng trước mình trong danh sách kế vị ngai vàng, María Isabel Francisca de Asís rất được quan tâm đến việc kết hôn để sinh ra hậu duệ. Leopoldo O'Donnell, Công tước thứ 1 xứ Tetuán, thủ tướng của Nữ vương Isabel II, đã đề xuất ý tưởng gả Vương nữ cho Vương tử Amadeo của Ý, người có em gái là Maria Pia của Ý vừa kết hôn với Luís I của Bồ Đào Nha. Nữ vương không thích đề xuất này nhưng đồng ý cho một gặp giữa cô con gái mười bốn tuổi của mình với Vương tử hai mươi tuổi của nhà Savoia. Vào tháng 9 năm 1865, Amadeo gặp Infanta Isabel ở Zarautz, nơi Vương thất Tây Ban Nha đang nghỉ dưỡng và mối hôn sự giữa hai người đã thất bại.

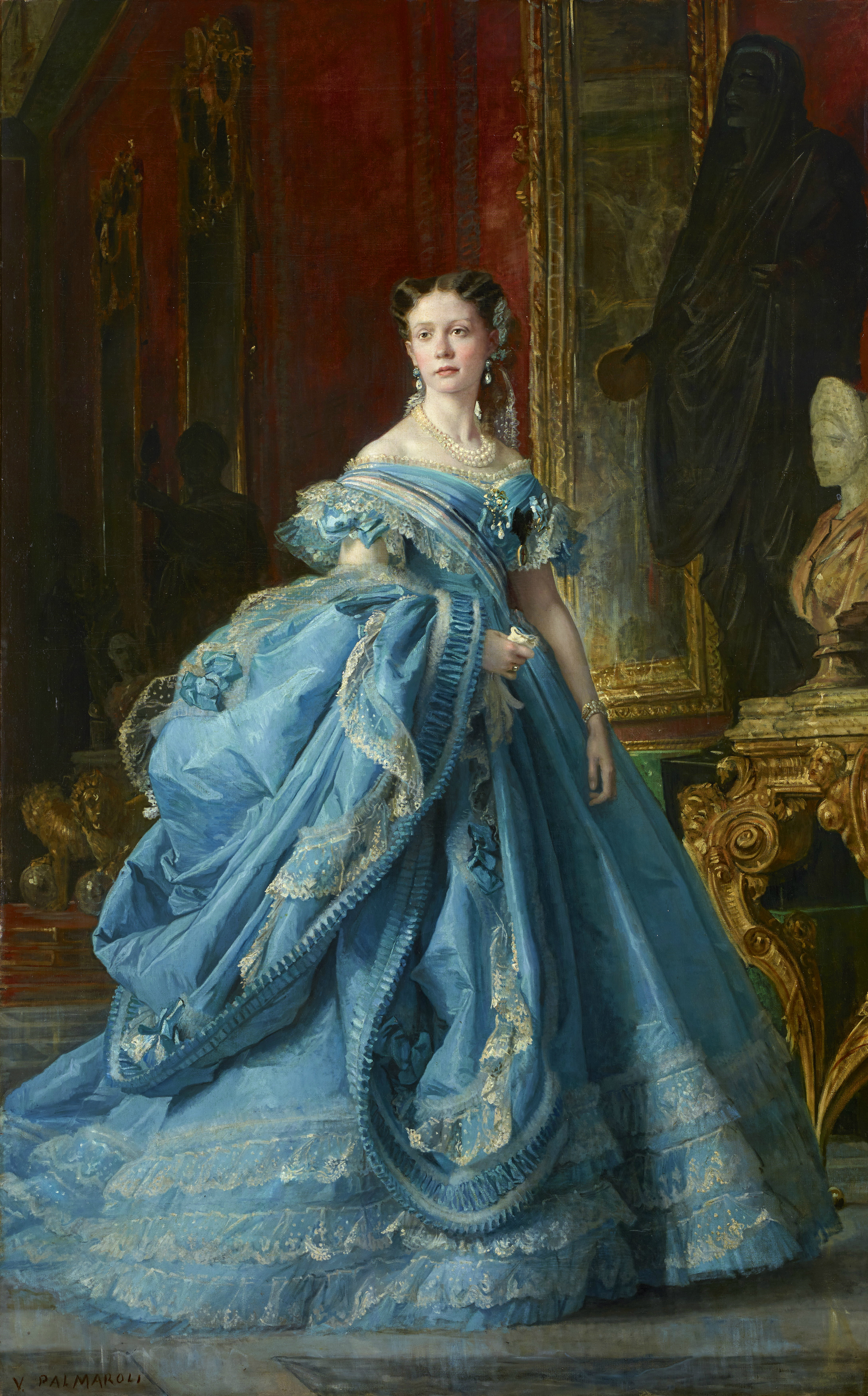
Vương nữ Isabel của Tây Ban Nha khi được 15 tuổi.

Vì lý do chính trị, Isabel II đã phải công nhận sự thống nhất của nước Ý dưới sự cai trị của Vương tộc Savoia, và để bù đắp cho nhánh họ hàng Borbone-Hai Sicilie của Vương quốc Hai Sicilie vốn không hài lòng với sự công nhận này, đảng bảo thủ tại Triều đình Tây Ban Nha, đứng đầu là Francisco de Asís đã thuyết phục Nữ vương Isabel II sắp xếp cuộc hôn nhân của con gái lớn của họ với một trong những người em trai khác mẹ của Quốc vương Francesco II của Hai Sicilie vừa bị phế truất là Vương tử Gaetano, Bá tước xứ Girgenti (1846– 1871), con trai của Ferdinando II của Hai Sicilie và Maria Theresia Isabella của Áo. Gaetano lúc bấy giờ vừa mất mẹ và một người em trai và gia đình Vương tử đang gặp khó khăn về tài chính. Xét theo dòng dõi Gaetano là người em họ của cả mẹ và cha của Isabel.
Tháng 4 năm 1868, Gaetano đến Tây Ban Nha và cuộc hôn nhân được tiến hành trong vài tuần sau đó. Cả Isabel và Gaetano đều không hứng thú với cuộc hôn nhân này. Gaetano là người cao ráo và tốt tính, nhưng lại không có tài chính và bệnh tật, có tiếng xấu là không được thông minh. Isabel thì thấp bé, có mái tóc vàng cùng đôi mắt xanh lam sáng và chiếc mũi nhỏ hơi hếch lên. Vương nữ là người có trách nhiệm, bảo thủ và kiên định.

## Bá tước phu nhân xứ Gergenti

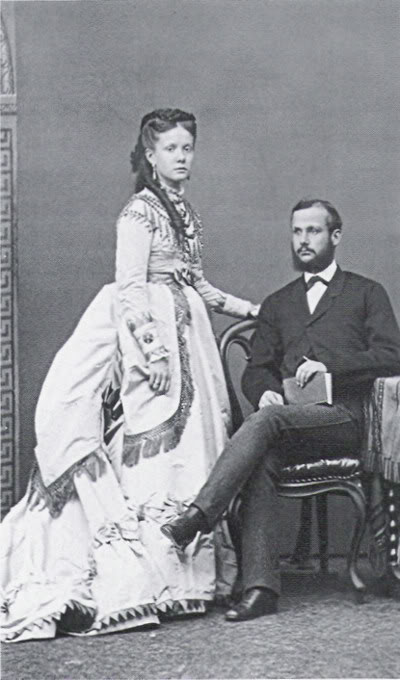
Isabel của Tây Ban Nha và Gaetano của Hai Sicillie năm 1868.

Cuộc hôn nhân của Isabel diễn ra vô cùng hoành tráng vào ngày 13 tháng 5 năm 1868. Sau khi kết hôn, Isabel II đã phong cho Gaetan tước hiệu Infante. Sau đám cưới, đôi vợ chồng trẻ tận hưởng thời gian trăng mật và Isabel lần đầu đến thăm gia đình chồng bấy giờ đang cư trú tại Cung điện Farnese ở Roma. Hai tháng sau, đôi vợ chồng trẻ tới triều đình Áo, nơi họ hàng ngoại của Gaetano sinh sống. Trên đường trở về Tây Ban Nha, khi đến thăm Hoàng đế Napoléon III và Hoàng hậu Eugenia tại Fontainebleau, María Isabel và Gaetano nhận được tin về Cuộc Cách mạng Vinh quang đã đã dẫn đến việc Nữ vương Isabel II bị phế truất. Gaetano vội vã đến Tây Ban Nha và chiến đấu để bảo vệ chế độ quân chủ trong Trận Alcolea thế những đã thất bại. Triều đại của Isabel II chính thức kết thúc và cả gia đình phải vượt biên sang Pháp. Khi sống lưu vong, nữ vương Isabel II định cư ở Paris, nơi Infanta Isabel chờ đợi mẹ mình. Ban đầu, María Isabel và Gaetano sống ở Paris trong một ngôi nhà thuộc về chú của Gaetano là Luigi của Hai Sicilie, Bá tước xứ Aquila.
Gaetano bị ảnh hưởng nặng bởi tình trạng sức khỏe kém và trầm cảm. Trong hai năm, cặp đôi bắt đầu một loạt chuyến đi khắp châu Âu, bao gồm Áo, Đức và Anh để tìm kiếm giải pháp cho sức khỏe của Gaetan nhưng vô vọng. Mùa hè năm 1870, vợ chồng Isabel định cư ở Luzern, Thụy Sĩ, với hy vọng được sống trong hòa bình và thầm lặng. Với sự giúp đỡ của hai sĩ quan phụ tá, Gaetano đã cố gắng che giấu vợ mình càng lâu càng tốt về bản chất thực sự của căn bệnh chính là động kinh. Thế nhưng một ngày nọ, Gaetano lên cơn co giật trước mặt Isabel và Vương nữ không được hề cảnh báo trước về bản chất thực sự của căn bệnh mà chồng mình mắc phải.
Đầu mùa hè năm 1871, Isabel và chồng ở lại Genève để để đoàn tụ với Vương thất Tây Ban Nha, những người đã trốnthoát khỏi sự hỗn loạn đang diễn ra ở Paris. Vào tháng 8 năm 1871, vợ chồng Bá tước xứ Girgenti quay trở lại Luzern. mang thai không được bao lâu thì María Isabel bị sẩy thai vào tháng 9 năm 1871. Việc vợ sẩy thai, Nữ vương Isabel II bị phế truất khỏi ngai vàng Tây Ban Nha và sức khỏe suy giảm đã góp phần khiến Gaetano bị trầm cảm nặng và Vương tử đã cố gắng tự tử bằng cách nhảy từ cửa sổ xuống. Sau đó, Gaetano không bao giờ được phép ở một mình, và luôn có Isabel và các phụ tá của Gaetan giám sát Vương tử. Tuy nhiên, vào ngày 26 tháng 11 năm 1871, khi họ đang ở trong một khách sạn ở Luzern, Gaetano đã nhốt mình trong phòng và tự bắn vào đầu. Gaetano được tìm thấy khi vẫn còn sống nhưng đã qua đời ngay sau đó.
Trở thành góa phụ khi chỉ độ hai mươi tuổi, Vương nữ Isabel, người rất gắn bó với chồng, đã vô cùng thương tiếc cái chết bi thảm của Gaetano. Vương nữ chuyến đến Cung điện Castilla ở Paris cùng với mẹ cô, cựu Vương Isabel II. Trong ba năm tiếp theo, María Isabel Francisca sống một cuộc sống êm đềm và giám sát việc học hành của ba cô em gái; thăm viếng cha là cựu Phối vương Francisco de Asís sống tách biệt với vợ ở Épinay; và trên hết, lo lắng cho tương lai của em trai Alfonso, người vừa hoàn tất cương trình giáo dục ở ở Viên. Trong khoảng năm 1872 và 1873, Infanta Isabel thường xuyên đến München để thăm Infanta Amalia của Tây Ban Nha, cô của Vương nữ và đến Viên để ở gần em trai Alfonso với tư cách là khách mời của Nữ Đại vương công Maria Karolina Luise của Áo (dì của Gaetano), người mà Vương nữ đã trở nên rất thân thiết trong cuộc hôn nhân của mình. Ở hậu phương, Infanta Isabel đã rất nỗ lực thúc đẩy việc khôi phục chế độ quân chủ Tây Ban Nha với thay mặt cho Alfonso trong một thỏa thuận với chính trị gia Tây Ban Nha Antonio Cánovas del Castillo, người làm việc từ Madrid thay mặt cho Alfonso.

## Cuộc sống sau này
Ngày 29 tháng 12 năm 1874, em trai của María Isabel Francisca được phục vị ngai vàng Tây Ban Nha với tên hiệu Alfonso XII nhờ có Martinez Campos. Vương thất Tây Ban Nha sau đó đã đoàn tụ tại Paris để đón giao thừa. Vào ngày 14 tháng 1 năm 1875, Alfonso XII đã đến Tây Ban Nha. Một tháng sau đó thì Vương nữ Isabel được chính phủ triệu tập trở lại Tây Ban Nha với tư cách là người phụ nữ tôn quý nhất tại triều đình và là người thừa kế ngai vàng lâm thời. Vào ngày 5 tháng 3, María Isabel lên đường đến Marseille để đến Madrid hai ngày sau đó.
Ngày 24 tháng 3 năm 1875, Isabel một lần nữa được tấn phong là Thân vương xứ Asturias với tư cách là người thừa kế vương miện Tây Ban Nha. Nữ Thân vương và em trai rất được yêu mến lúc bấy giờ, và đã có một số đề xuất được đưa ra để Isabel tái hôn. Ludwig Salvator của Áo, bấy giờ đang sống ở Tây Ban Nha, là lựa chọn đầu tiên của chính phủ, nhưng khi hành vi lập dị của Ludwig Salvator bị biết đến thì đề xuất này đã bị bãi bỏ. Một ứng cử viên khác là Arnulf của Bayern, nhưng Isabel không muốn tái hôn, và Alfonso XII - người rất thân thiết với chị gái - cuối cùng cũng tôn trọng mong muốn của Isabel.
Trong những năm đầu tiên trị vì của em trai, Isabel đã làm việc không ngừng để thúc đẩy tương lai của chế độ quân chủ và là phụ tá đắc lực của Alfonso XII. Sau khi mẹ của họ là cựu Vương Isabel II quyết định sống lâu dài ở Pháp, ba cô em gái út của Isabel được Vương nữ chăm sóc và María Isabel đã cho các em được hưởng một nền giáo dục tốt. Trong khi María del Pilar và María de la Paz là những cô em dễ bảo và không gây rắc rối cho chị gái, thì María Isabel lại thường xung đột với cô em út María Eulalia bướng bỉnh.

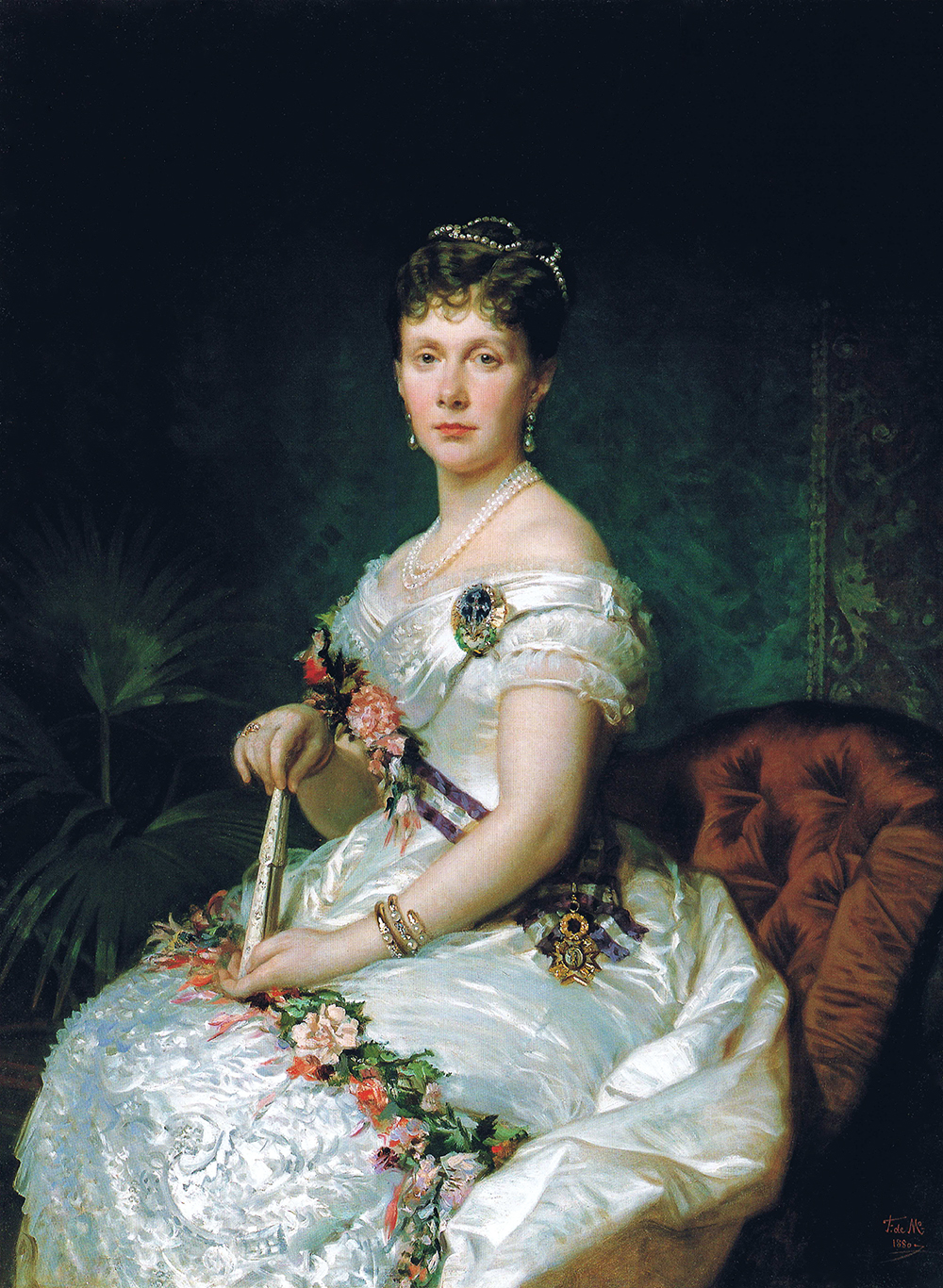
María Isabel của Tây Ban Nha năm 1880.

Isabel cũng từng đảm nhiệm vai trò bảo ban cho người em họ là Vương tôn nữ María de las Mercedes của Tây Ban Nha, người đã kết hôn với Alfonso XII vào năm 1878 và thay thế María Isabel trở thành đệ nhất phu nhân của vương quốc với tư cách là tân hậu. Cuộc hôn nhân của Alfonso XII cho phép Vương nữ có nhiều thời gian hơn cho bản thân để làm điều mình thích và đi du lịch. Sau cái chết sớm của Vương hậu María de las Mercedes vào cùng năm, Isabel đã chọn Maria Christina Henriette của Áo cho vị trí Vương hậu cũng như là vợ của em trai. Maria Christina Henriette là cháu gái của người bạn thân của Isabel là Maria Karolina Luise của Áo, người giống như là người mẹ thứ hai của Gaetano và các anh chị em của Gaetano.
Việc em trai Alfonso XII qua đời sớm vào năm 1885 là một điều khủng khiếp đối với María Isabel Francisca de Asís, người rất quý trọng mối quan hệ tình thân với em trai. Infanta María Isabel là một nhân vật có ảnh hưởng lớn trong suốt thời kỳ nhiếp chính của Thái hậu Maria Christina Henriette và luôn ủng hộ người em dâu góa bụa cũng như là người mẹ thứ hai đối với những đứa con của người em trai quá cố.

## Những năm cuối đời

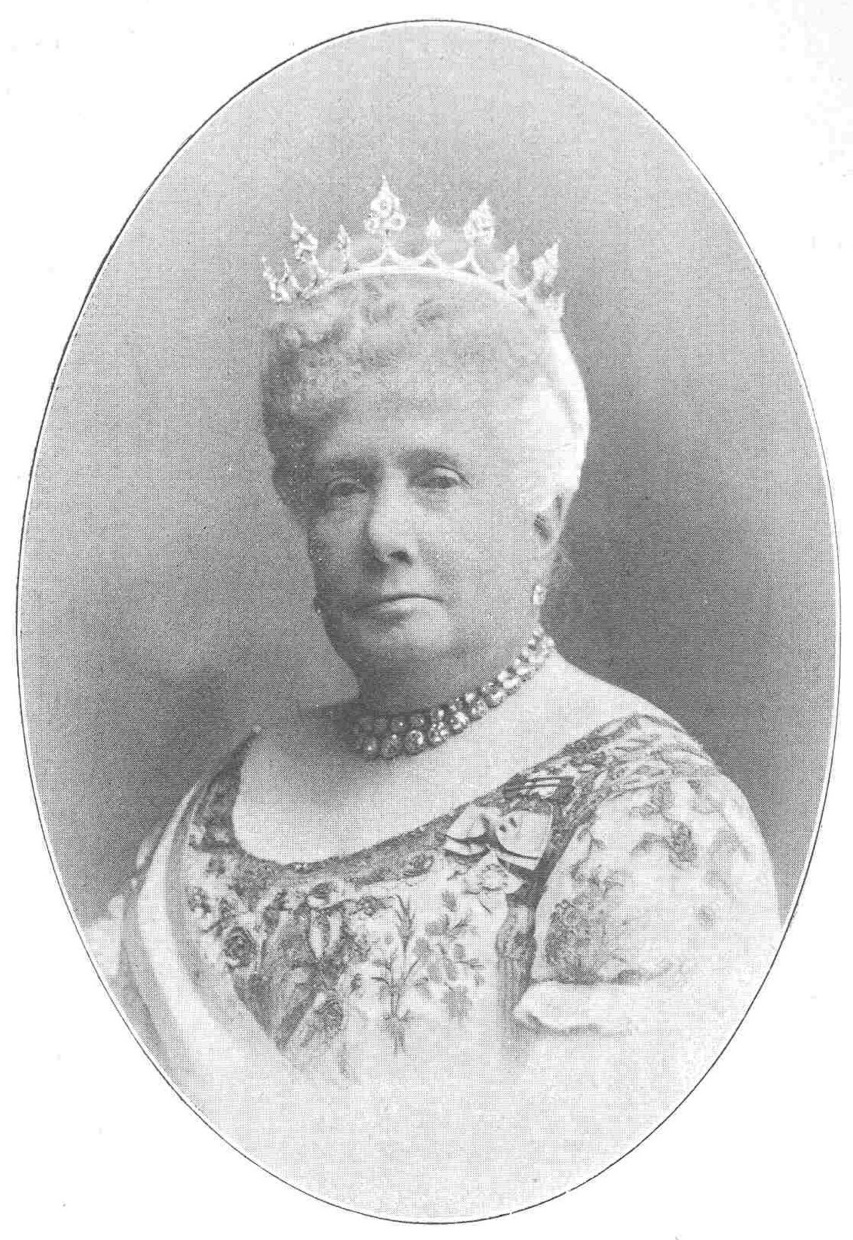
Infanta Isabel late in her life. Photograph by Kaulak

Vương nữ Isabel rất được yêu mến và kính trọng ở Tây Ban Nha. Năm 1885, một tàu tuần dương của Hải quân Tây Ban Nha được đặt tên là Infanta Isabel dựa theo tên của Vương nữ. Một trong những hoạt động công khai quan trọng nhất của Isabel là chuyến đi năm 1910 tới Buenos Aires, Argentina, với tư cách là đại diện của Vương quốc Tây Ban Nha nhân dịp kỷ niệm 100 năm của Cách mạng Tháng Năm, được coi là cột mốc khởi đầu của cuộc Chiến tranh giành độc lập của Argentina. Một con phố ở Buenos Aires, có tên là Paseo de la Infanta Isabel vốn được đặt theo tên của Infanta María Isabel. Ngoài ra còn có một con phố có tên tương tự ở Madrid.
María Isabel Francisca qua đời vào ngày 22 tháng 4 năm 1931, thọ 79 tuổi, khi đang sống lưu vong ở Pháp. Cái chết của Vương nữ xảy ra 5 ngày sau khi cháu trai gọi bác của Isabel là Quốc vương Alfonso XIII bị phế truất khỏi ngai vàng Tây Ban Nha và toàn bộ Vương thất Tây Ban Nha phải sống lưu vong. Sau chiến thắng của đảng cộng hòa ở Tây Ban Nha, María Isabel được chính quyền cộng hòa thông báo rằng Vương nữ không cần phải rời khỏi đất nước như các thành viên khác - một minh chứng cho tình cảm mà người dân dành cho Vương nữ - nhưng Infanta Isabel đã tự nguyện chọn sống lưu vong như các thành viên trong gia đình. Vương nữ để lại hầu hết trang sức của mình cho cháu trai, và chiếc Mellerio Shell Tiara nổi tiếng của María Isabel đã được truyền lại cho Vương thất Tây Ban Nha hiện tại và thường xuyên được Thái thượng Vương hậu Sofía đeo. Năm 1991, Juan Carlos I của Tây Ban Nha ra lệnh chuyển hài cốt của Isabel từ Pháp sang Tây Ban Nha và cho chôn cất trong nhà nguyện của Cung điện Vương thất La Granja de San Ildefonso gần Segovia, và một phòng khách trong cung điện sau đó đã được đổi tên để vinh danh Infanta María Isabel.
Có một tác phẩm điêu khắc hoành tráng về Vương nữ Isabel tại Parque del Oeste, một công viên công cộng ở Madrid. Bên cạnh đó, trong khuôn viên của công viên thuộc Cung điện Vương thất La Granja de San Ildefonso còn có một tác phẩm điêu khắc bằng đá cẩm thạch cỡ lớn khác về Infanta María Isabel cùng với một bó hoa hồng.

## Tước hiệu và kính xưng
- 20 tháng 12 năm 1851-24 tháng 3 năm 1852: Su Alteza Real la Serenísima Señora Infanta Doña Isabel/Her Royal Highness the Most Serene Lady Infanta Doña Isabel (Đức ngài Cao trọng Vương nữ Isabel Điện hạ)
- 24 tháng 3 năm 1852-28 tháng 11 năm 1857: Su Alteza Real la Serenísima Señora Princesa de Asturias/Her Royal Highness the Most Serene Lady Princess of Asturias (Đức ngài Cao trọng Nữ Thân vương xứ Asturias Điện hạ)
- 28 tháng 11 năm 1857-13 tháng 5 năm 1868: Su Alteza Real la Serenísima Señora Infanta Doña Isabel/Her Royal Highness the Most Serene Lady Infanta Doña Isabel (Đức ngài Cao trọng Vương nữ Isabel Điện hạ)
- 13 tháng 5 năm 1868-26 tháng 11 năm 1871: Su Alteza Real la Serenísima Señora Infanta Doña Isabel, condesa de Girgenti/Her Royal Highness the Most Serene Lady Infanta Doña Isabel, Countess of Girgenti (Đức ngài Cao trọng Vương nữ Isabel, Bá tước phu nhân xứ Gergenti Điện hạ)
- 26 tháng 11 năm 1871-24 tháng 3 năm 1875: Su Alteza Real la Serenísima Señora Infanta Doña Isabel, condesa viuda de Girgenti/Her Royal Highness the Most Serene Lady Infanta Doña Isabel, Dowager Countess of Girgenti (Đức ngài Cao trọng Vương nữ Isabel, Thái Bá tước phu nhân Điện hạ)
- 24 tháng 3 năm 1875-11 tháng 9 năm 1880: Su Alteza Real la Serenísima Señora Princesa de Asturias/Her Royal Highness the Most Serene Lady Princess of Asturias (Đức ngài Cao trọng Nữ Thân vương xứ Asturias Điện hạ)
- 11 tháng 9 năm 1880-23 tháng 4 năm 1931: Su Alteza Real la Serenísima Señora Infanta Doña Isabel, condesa viuda de Girgenti/Her Royal Highness the Most Serene Lady Infanta Doña Isabel, Dowager Countess of Girgenti (Đức ngài Cao trọng Vương nữ Isabel, Thái Bá tước phu nhân Điện hạ)

## Vương huy

Vương huy của Isabel của Tây Ban Nha
Vương huy của María Isabel Francisca de Asís của Tây Ban Nha với tư cách là Infanta và Bá tước phu nhân xứ Girgenti.
Vương huy của María Isabel của Tây Ban Nha với tư cách là Nữ Thân vương xứ Asturias.
Vương huy của María Isabel Francisca của Tây Ban Nha với tư cách là Infanta của Tây Ban Nha
Vương huy phiên bản tinh giản của Vương nữ Isabel của Tây Ban Nha (sau khi qua đời)[29]

## Huân chương
Tại Tây Ban Nha
- Tây Ban Nha: Hiệp sĩ Danh dự thứ 886 của Huân chương Lông cừu Vàng[30]
- Tây Ban Nha: Hiệp sĩ Grand Cross của Huân chương Carlos III[31]
- Tây Ban Nha: Quý bà thứ 473 của Huân chương Vương hậu María Luisa

Quốc tế
- Áo-Hung: Bậc Dame của Huân chương Starry Cross
- Bồ Đào Nha: Dame of the Huân chương Vương thất Thánh Isabel

## Gia phả
| \| \| \| \| \| \| \| \| \| \| \| \| \| \| 16. Carlos III của Tây Ban Nha (=24) \| \| \| \| \| \| \| \| \| \| \| \| \| \| \| \| \| \| \| \| \| \| \| \| \| \| \| \| \| \| \| \| \| \| \| \| \| \| \| \| \| \| \| \| \| \| \| \| \| \| \| \| \| \| \| \| \| \| \| \| 8. Carlos IV của Tây Ban Nha (=12, 22, 30) \| \| \| \| \| \| \| \| \| \| \| \| \| \| \| \| \| \| \| \| \| \| \| \| \| \| \| \| \| \| \| \| \| \| \| \| \| \| \| \| \| \| \| \| \| \| \| \| \| \| \| \| \| \| \| \| \| \| \| \| \| \| \| \| \| \| \| \| \| \| \| \| 17. Maria Amalia của Ba Lan (=25) \| \| \| \| \| \| \| \| \| \| \| \| \| \| \| \| \| \| \| \| \| \| \| \| \| \| \| \| \| \| \| \| \| \| \| \| \| \| \| \| \| \| \| \| \| \| \| \| \| \| \| \| \| \| \| \| \| \| \| \| \| \| \| \| \| \| \| \| \| \| \| \| 4. Fernando VII của Tây Ban Nha \| \| \| \| \| \| \| \| \| \| \| \| \| \| \| \| \| \| \| \| \| \| \| \| \| \| \| \| \| \| \| \| \| \| \| \| \| \| \| \| \| \| \| \| \| \| \| \| \| \| \| \| \| \| \| \| \| \| \| \| \| \| \| \| \| \| \| \| \| \| \| \| 18. Filippo I xứ Parma (= 26) \| \| \| \| \| \| \| \| \| \| \| \| \| \| \| \| \| \| \| \| \| \| \| \| \| \| \| \| \| \| \| \| \| \| \| \| \| \| \| \| \| \| \| \| \| \| \| \| \| \| \| \| \| \| \| \| \| \| \| \| \| \| \| \| \| \| \| \| \| \| \| \| 9. María Luisa của Parma (=13, 23, 31) \| \| \| \| \| \| \| \| \| \| \| \| \| \| \| \| \| \| \| \| \| \| \| \| \| \| \| \| \| \| \| \| \| \| \| \| \| \| \| \| \| \| \| \| \| \| \| \| \| \| \| \| \| \| \| \| \| \| \| \| \| \| \| \| \| \| \| \| \| \| \| \| 19. Louise Élisabeth của Pháp (=27) \| \| \| \| \| \| \| \| \| \| \| \| \| \| \| \| \| \| \| \| \| \| \| \| \| \| \| \| \| \| \| \| \| \| \| \| \| \| \| \| \| \| \| \| \| \| \| \| \| \| \| \| \| \| \| \| \| \| \| \| \| \| \| \| \| \| \| \| \| \| \| \| 2. Isabel II của Tây Ban Nha \| \| \| \| \| \| \| \| \| \| \| \| \| \| \| \| \| \| \| \| \| \| \| \| \| \| \| \| \| \| \| \| \| \| \| \| \| \| \| \| \| \| \| \| \| \| \| \| \| \| \| \| \| \| \| \| \| \| \| \| \| \| \| \| \| \| \| \| \| \| \| \| 20. Ferdinando I của Hai Sicilie (=28) \| \| \| \| \| \| \| \| \| \| \| \| \| \| \| \| \| \| \| \| \| \| \| \| \| \| \| \| \| \| \| \| \| \| \| \| \| \| \| \| \| \| \| \| \| \| \| \| \| \| \| \| \| \| \| \| \| \| \| \| \| \| \| \| \| \| \| \| \| \| \| \| 10. Francesco I của Hai Sicilie (= 14) \| \| \| \| \| \| \| \| \| \| \| \| \| \| \| \| \| \| \| \| \| \| \| \| \| \| \| \| \| \| \| \| \| \| \| \| \| \| \| \| \| \| \| \| \| \| \| \| \| \| \| \| \| \| \| \| \| \| \| \| \| \| \| \| \| \| \| \| \| \| \| \| 21. Maria Karolina của Áo (=29) \| \| \| \| \| \| \| \| \| \| \| \| \| \| \| \| \| \| \| \| \| \| \| \| \| \| \| \| \| \| \| \| \| \| \| \| \| \| \| \| \| \| \| \| \| \| \| \| \| \| \| \| \| \| \| \| \| \| \| \| \| \| \| \| \| \| \| \| \| \| \| \| 5. Maria Cristina của Hai Sicilie \| \| \| \| \| \| \| \| \| \| \| \| \| \| \| \| \| \| \| \| \| \| \| \| \| \| \| \| \| \| \| \| \| \| \| \| \| \| \| \| \| \| \| \| \| \| \| \| \| \| \| \| \| \| \| \| \| \| \| \| \| \| \| \| \| \| \| \| \| \| \| \| 22. Carlos IV của Tây Ban Nha (=8, 12, 30) \| \| \| \| \| \| \| \| \| \| \| \| \| \| \| \| \| \| \| \| \| \| \| \| \| \| \| \| \| \| \| \| \| \| \| \| \| \| \| \| \| \| \| \| \| \| \| \| \| \| \| \| \| \| \| \| \| \| \| \| \| \| \| \| \| \| \| \| \| \| \| \| 11. María Isabel của Tây Ban Nha (= 15) \| \| \| \| \| \| \| \| \| \| \| \| \| \| \| \| \| \| \| \| \| \| \| \| \| \| \| \| \| \| \| \| \| \| \| \| \| \| \| \| \| \| \| \| \| \| \| \| \| \| \| \| \| \| \| \| \| \| \| \| \| \| \| \| \| \| \| \| \| \| \| \| 23. María Luisa của Parma (=9, 13, 31) \| \| \| \| \| \| \| \| \| \| \| \| \| \| \| \| \| \| \| \| \| \| \| \| \| \| \| \| \| \| \| \| \| \| \| \| \| \| \| \| \| \| \| \| \| \| \| \| \| \| \| \| \| \| \| \| \| \| \| \| \| \| \| \| \| \| \| \| \| \| \| \| 1. María Isabel của Tây Ban Nha \| \| \| \| \| \| \| \| \| \| \| \| \| \| \| \| \| \| \| \| \| \| \| \| \| \| \| \| \| \| \| \| \| \| \| \| \| \| \| \| \| \| \| \| \| \| \| \| \| \| \| \| \| \| \| \| \| \| \| \| \| \| \| \| \| \| \| \| \| \| \| \| 24. Carlos III của Tây Ban Nha (=16) \| \| \| \| \| \| \| \| \| \| \| \| \| \| \| \| \| \| \| \| \| \| \| \| \| \| \| \| \| \| \| \| \| \| \| \| \| \| \| \| \| \| \| \| \| \| \| \| \| \| \| \| \| \| \| \| \| \| \| \| \| \| \| \| \| \| \| \| \| \| \| \| 12. Carlos IV của Tây Ban Nha (=8, 22, 30) \| \| \| \| \| \| \| \| \| \| \| \| \| \| \| \| \| \| \| \| \| \| \| \| \| \| \| \| \| \| \| \| \| \| \| \| \| \| \| \| \| \| \| \| \| \| \| \| \| \| \| \| \| \| \| \| \| \| \| \| \| \| \| \| \| \| \| \| \| \| \| \| 25. Maria Amalia của Ba Lan (=17) \| \| \| \| \| \| \| \| \| \| \| \| \| \| \| \| \| \| \| \| \| \| \| \| \| \| \| \| \| \| \| \| \| \| \| \| \| \| \| \| \| \| \| \| \| \| \| \| \| \| \| \| \| \| \| \| \| \| \| \| \| \| \| \| \| \| \| \| \| \| \| \| 6. Francisco de Paula của Tây Ban Nha \| \| \| \| \| \| \| \| \| \| \| \| \| \| \| \| \| \| \| \| \| \| \| \| \| \| \| \| \| \| \| \| \| \| \| \| \| \| \| \| \| \| \| \| \| \| \| \| \| \| \| \| \| \| \| \| \| \| \| \| \| \| \| \| \| \| \| \| \| \| \| \| 26. Filippo I xứ Parma (=18) \| \| \| \| \| \| \| \| \| \| \| \| \| \| \| \| \| \| \| \| \| \| \| \| \| \| \| \| \| \| \| \| \| \| \| \| \| \| \| \| \| \| \| \| \| \| \| \| \| \| \| \| \| \| \| \| \| \| \| \| \| \| \| \| \| \| \| \| \| \| \| \| 13. María Luisa của Parma (=9, 23, 31) \| \| \| \| \| \| \| \| \| \| \| \| \| \| \| \| \| \| \| \| \| \| \| \| \| \| \| \| \| \| \| \| \| \| \| \| \| \| \| \| \| \| \| \| \| \| \| \| \| \| \| \| \| \| \| \| \| \| \| \| \| \| \| \| \| \| \| \| \| \| \| \| 27. Louise Élisabeth của Pháp (=19) \| \| \| \| \| \| \| \| \| \| \| \| \| \| \| \| \| \| \| \| \| \| \| \| \| \| \| \| \| \| \| \| \| \| \| \| \| \| \| \| \| \| \| \| \| \| \| \| \| \| \| \| \| \| \| \| \| \| \| \| \| \| \| \| \| \| \| \| \| \| \| \| 3. Francisco de Asís của Tây Ban Nha \| \| \| \| \| \| \| \| \| \| \| \| \| \| \| \| \| \| \| \| \| \| \| \| \| \| \| \| \| \| \| \| \| \| \| \| \| \| \| \| \| \| \| \| \| \| \| \| \| \| \| \| \| \| \| \| \| \| \| \| \| \| \| \| \| \| \| \| \| \| \| \| 28. Ferdinando I của Hai Sicilie (=20) \| \| \| \| \| \| \| \| \| \| \| \| \| \| \| \| \| \| \| \| \| \| \| \| \| \| \| \| \| \| \| \| \| \| \| \| \| \| \| \| \| \| \| \| \| \| \| \| \| \| \| \| \| \| \| \| \| \| \| \| \| \| \| \| \| \| \| \| \| \| \| \| 14. Francesco I của Hai Sicilie (=10) \| \| \| \| \| \| \| \| \| \| \| \| \| \| \| \| \| \| \| \| \| \| \| \| \| \| \| \| \| \| \| \| \| \| \| \| \| \| \| \| \| \| \| \| \| \| \| \| \| \| \| \| \| \| \| \| \| \| \| \| \| \| \| \| \| \| \| \| \| \| \| \| 29. Maria Karolina của Áo (=21) \| \| \| \| \| \| \| \| \| \| \| \| \| \| \| \| \| \| \| \| \| \| \| \| \| \| \| \| \| \| \| \| \| \| \| \| \| \| \| \| \| \| \| \| \| \| \| \| \| \| \| \| \| \| \| \| \| \| \| \| \| \| \| \| \| \| \| \| \| \| \| \| 7. Luisa Carlotta của Hai Sicilie \| \| \| \| \| \| \| \| \| \| \| \| \| \| \| \| \| \| \| \| \| \| \| \| \| \| \| \| \| \| \| \| \| \| \| \| \| \| \| \| \| \| \| \| \| \| \| \| \| \| \| \| \| \| \| \| \| \| \| \| \| \| \| \| \| \| \| \| \| \| \| \| 30. Carlos IV của Tây Ban Nha (=8, 12, 22) \| \| \| \| \| \| \| \| \| \| \| \| \| \| \| \| \| \| \| \| \| \| \| \| \| \| \| \| \| \| \| \| \| \| \| \| \| \| \| \| \| \| \| \| \| \| \| \| \| \| \| \| \| \| \| \| \| \| \| \| \| \| \| \| \| \| \| \| \| \| \| \| 15. María Isabel của Tây Ban Nha (=11) \| \| \| \| \| \| \| \| \| \| \| \| \| \| \| \| \| \| \| \| \| \| \| \| \| \| \| \| \| \| \| \| \| \| \| \| \| \| \| \| \| \| \| \| \| \| \| \| \| \| \| \| \| \| \| \| \| \| \| \| \| \| \| \| \| \| \| \| \| \| \| \| 31. María Luisa của Parma (=9, 13, 23) \| \| \| \| \| \| \| \| \| \| \| \| \| \| \| \| \| \| \| \| \| \| \| \| \| \| \| \| \| \| \| \| \| \| \| \| \| \| \| \| \| \| \| \| \| \| \| \| \| \| \| \| |                                            |  |  |  |  |  |  |  |  |  |  |  |                                      |  |  |  |
| |                                            |  |  |  |  |  |  |  |  |  |  |  | 16. Carlos III của Tây Ban Nha (=24) |  |  |  |
| |                                            |  |  |  |  |  |  |  |  |  |  |  |                                      |  |  |  |
| |                                            |  |  |  |  |  |  |  |  |  |  |  |                                      |  |  |  |
| |                                            |  |  |  |  |  |  |  |  |  |  |  |                                      |  |  |  |
| | 8. Carlos IV của Tây Ban Nha (=12, 22, 30) |  |  |  |  |  |  |  |  |  |  |  |                                      |  |  |  |
| |                                            |  |  |  |  |  |  |  |  |  |  |  |                                      |  |  |  |
| |                                            |  |  |  |  |  |  |  |  |  |  |  |                                      |  |  |  |
| |                                            |  |  |  |  |  |  |  |  |  |  |  |                                      |  |  |  |
| | 17. Maria Amalia của Ba Lan (=25)          |  |  |  |  |  |  |  |  |  |  |  |                                      |  |  |  |
| |                                            |  |  |  |  |  |  |  |  |  |  |  |                                      |  |  |  |
| |                                            |  |  |  |  |  |  |  |  |  |  |  |                                      |  |  |  |
| |                                            |  |  |  |  |  |  |  |  |  |  |  |                                      |  |  |  |
| | 4. Fernando VII của Tây Ban Nha            |  |  |  |  |  |  |  |  |  |  |  |                                      |  |  |  |
| |                                            |  |  |  |  |  |  |  |  |  |  |  |                                      |  |  |  |
| |                                            |  |  |  |  |  |  |  |  |  |  |  |                                      |  |  |  |
| |                                            |  |  |  |  |  |  |  |  |  |  |  |                                      |  |  |  |
| | 18. Filippo I xứ Parma (= 26)              |  |  |  |  |  |  |  |  |  |  |  |                                      |  |  |  |
| |                                            |  |  |  |  |  |  |  |  |  |  |  |                                      |  |  |  |
| |                                            |  |  |  |  |  |  |  |  |  |  |  |                                      |  |  |  |
| |                                            |  |  |  |  |  |  |  |  |  |  |  |                                      |  |  |  |
| | 9. María Luisa của Parma (=13, 23, 31)     |  |  |  |  |  |  |  |  |  |  |  |                                      |  |  |  |
| |                                            |  |  |  |  |  |  |  |  |  |  |  |                                      |  |  |  |
| |                                            |  |  |  |  |  |  |  |  |  |  |  |                                      |  |  |  |
| |                                            |  |  |  |  |  |  |  |  |  |  |  |                                      |  |  |  |
| | 19. Louise Élisabeth của Pháp (=27)        |  |  |  |  |  |  |  |  |  |  |  |                                      |  |  |  |
| |                                            |  |  |  |  |  |  |  |  |  |  |  |                                      |  |  |  |
| |                                            |  |  |  |  |  |  |  |  |  |  |  |                                      |  |  |  |
| |                                            |  |  |  |  |  |  |  |  |  |  |  |                                      |  |  |  |
| | 2. Isabel II của Tây Ban Nha               |  |  |  |  |  |  |  |  |  |  |  |                                      |  |  |  |
| |                                            |  |  |  |  |  |  |  |  |  |  |  |                                      |  |  |  |
| |                                            |  |  |  |  |  |  |  |  |  |  |  |                                      |  |  |  |
| |                                            |  |  |  |  |  |  |  |  |  |  |  |                                      |  |  |  |
| | 20. Ferdinando I của Hai Sicilie (=28)     |  |  |  |  |  |  |  |  |  |  |  |                                      |  |  |  |
| |                                            |  |  |  |  |  |  |  |  |  |  |  |                                      |  |  |  |
| |                                            |  |  |  |  |  |  |  |  |  |  |  |                                      |  |  |  |
| |                                            |  |  |  |  |  |  |  |  |  |  |  |                                      |  |  |  |
| | 10. Francesco I của Hai Sicilie (= 14)     |  |  |  |  |  |  |  |  |  |  |  |                                      |  |  |  |
| |                                            |  |  |  |  |  |  |  |  |  |  |  |                                      |  |  |  |
| |                                            |  |  |  |  |  |  |  |  |  |  |  |                                      |  |  |  |
| |                                            |  |  |  |  |  |  |  |  |  |  |  |                                      |  |  |  |
| | 21. Maria Karolina của Áo (=29)            |  |  |  |  |  |  |  |  |  |  |  |                                      |  |  |  |
| |                                            |  |  |  |  |  |  |  |  |  |  |  |                                      |  |  |  |
| |                                            |  |  |  |  |  |  |  |  |  |  |  |                                      |  |  |  |
| |                                            |  |  |  |  |  |  |  |  |  |  |  |                                      |  |  |  |
| | 5. Maria Cristina của Hai Sicilie          |  |  |  |  |  |  |  |  |  |  |  |                                      |  |  |  |
| |                                            |  |  |  |  |  |  |  |  |  |  |  |                                      |  |  |  |
| |                                            |  |  |  |  |  |  |  |  |  |  |  |                                      |  |  |  |
| |                                            |  |  |  |  |  |  |  |  |  |  |  |                                      |  |  |  |
| | 22. Carlos IV của Tây Ban Nha (=8, 12, 30) |  |  |  |  |  |  |  |  |  |  |  |                                      |  |  |  |
| |                                            |  |  |  |  |  |  |  |  |  |  |  |                                      |  |  |  |
| |                                            |  |  |  |  |  |  |  |  |  |  |  |                                      |  |  |  |
| |                                            |  |  |  |  |  |  |  |  |  |  |  |                                      |  |  |  |
| | 11. María Isabel của Tây Ban Nha (= 15)    |  |  |  |  |  |  |  |  |  |  |  |                                      |  |  |  |
| |                                            |  |  |  |  |  |  |  |  |  |  |  |                                      |  |  |  |
| |                                            |  |  |  |  |  |  |  |  |  |  |  |                                      |  |  |  |
| |                                            |  |  |  |  |  |  |  |  |  |  |  |                                      |  |  |  |
| | 23. María Luisa của Parma (=9, 13, 31)     |  |  |  |  |  |  |  |  |  |  |  |                                      |  |  |  |
| |                                            |  |  |  |  |  |  |  |  |  |  |  |                                      |  |  |  |
| |                                            |  |  |  |  |  |  |  |  |  |  |  |                                      |  |  |  |
| |                                            |  |  |  |  |  |  |  |  |  |  |  |                                      |  |  |  |
| | 1. María Isabel của Tây Ban Nha            |  |  |  |  |  |  |  |  |  |  |  |                                      |  |  |  |
| |                                            |  |  |  |  |  |  |  |  |  |  |  |                                      |  |  |  |
| |                                            |  |  |  |  |  |  |  |  |  |  |  |                                      |  |  |  |
| |                                            |  |  |  |  |  |  |  |  |  |  |  |                                      |  |  |  |
| | 24. Carlos III của Tây Ban Nha (=16)       |  |  |  |  |  |  |  |  |  |  |  |                                      |  |  |  |
| |                                            |  |  |  |  |  |  |  |  |  |  |  |                                      |  |  |  |
| |                                            |  |  |  |  |  |  |  |  |  |  |  |                                      |  |  |  |
| |                                            |  |  |  |  |  |  |  |  |  |  |  |                                      |  |  |  |
| | 12. Carlos IV của Tây Ban Nha (=8, 22, 30) |  |  |  |  |  |  |  |  |  |  |  |                                      |  |  |  |
| |                                            |  |  |  |  |  |  |  |  |  |  |  |                                      |  |  |  |
| |                                            |  |  |  |  |  |  |  |  |  |  |  |                                      |  |  |  |
| |                                            |  |  |  |  |  |  |  |  |  |  |  |                                      |  |  |  |
| | 25. Maria Amalia của Ba Lan (=17)          |  |  |  |  |  |  |  |  |  |  |  |                                      |  |  |  |
| |                                            |  |  |  |  |  |  |  |  |  |  |  |                                      |  |  |  |
| |                                            |  |  |  |  |  |  |  |  |  |  |  |                                      |  |  |  |
| |                                            |  |  |  |  |  |  |  |  |  |  |  |                                      |  |  |  |
| | 6. Francisco de Paula của Tây Ban Nha      |  |  |  |  |  |  |  |  |  |  |  |                                      |  |  |  |
| |                                            |  |  |  |  |  |  |  |  |  |  |  |                                      |  |  |  |
| |                                            |  |  |  |  |  |  |  |  |  |  |  |                                      |  |  |  |
| |                                            |  |  |  |  |  |  |  |  |  |  |  |                                      |  |  |  |
| | 26. Filippo I xứ Parma (=18)               |  |  |  |  |  |  |  |  |  |  |  |                                      |  |  |  |
| |                                            |  |  |  |  |  |  |  |  |  |  |  |                                      |  |  |  |
| |                                            |  |  |  |  |  |  |  |  |  |  |  |                                      |  |  |  |
| |                                            |  |  |  |  |  |  |  |  |  |  |  |                                      |  |  |  |
| | 13. María Luisa của Parma (=9, 23, 31)     |  |  |  |  |  |  |  |  |  |  |  |                                      |  |  |  |
| |                                            |  |  |  |  |  |  |  |  |  |  |  |                                      |  |  |  |
| |                                            |  |  |  |  |  |  |  |  |  |  |  |                                      |  |  |  |
| |                                            |  |  |  |  |  |  |  |  |  |  |  |                                      |  |  |  |
| | 27. Louise Élisabeth của Pháp (=19)        |  |  |  |  |  |  |  |  |  |  |  |                                      |  |  |  |
| |                                            |  |  |  |  |  |  |  |  |  |  |  |                                      |  |  |  |
| |                                            |  |  |  |  |  |  |  |  |  |  |  |                                      |  |  |  |
| |                                            |  |  |  |  |  |  |  |  |  |  |  |                                      |  |  |  |
| | 3. Francisco de Asís của Tây Ban Nha       |  |  |  |  |  |  |  |  |  |  |  |                                      |  |  |  |
| |                                            |  |  |  |  |  |  |  |  |  |  |  |                                      |  |  |  |
| |                                            |  |  |  |  |  |  |  |  |  |  |  |                                      |  |  |  |
| |                                            |  |  |  |  |  |  |  |  |  |  |  |                                      |  |  |  |
| | 28. Ferdinando I của Hai Sicilie (=20)     |  |  |  |  |  |  |  |  |  |  |  |                                      |  |  |  |
| |                                            |  |  |  |  |  |  |  |  |  |  |  |                                      |  |  |  |
| |                                            |  |  |  |  |  |  |  |  |  |  |  |                                      |  |  |  |
| |                                            |  |  |  |  |  |  |  |  |  |  |  |                                      |  |  |  |
| | 14. Francesco I của Hai Sicilie (=10)      |  |  |  |  |  |  |  |  |  |  |  |                                      |  |  |  |
| |                                            |  |  |  |  |  |  |  |  |  |  |  |                                      |  |  |  |
| |                                            |  |  |  |  |  |  |  |  |  |  |  |                                      |  |  |  |
| |                                            |  |  |  |  |  |  |  |  |  |  |  |                                      |  |  |  |
| | 29. Maria Karolina của Áo (=21)            |  |  |  |  |  |  |  |  |  |  |  |                                      |  |  |  |
| |                                            |  |  |  |  |  |  |  |  |  |  |  |                                      |  |  |  |
| |                                            |  |  |  |  |  |  |  |  |  |  |  |                                      |  |  |  |
| |                                            |  |  |  |  |  |  |  |  |  |  |  |                                      |  |  |  |
| | 7. Luisa Carlotta của Hai Sicilie          |  |  |  |  |  |  |  |  |  |  |  |                                      |  |  |  |
| |                                            |  |  |  |  |  |  |  |  |  |  |  |                                      |  |  |  |
| |                                            |  |  |  |  |  |  |  |  |  |  |  |                                      |  |  |  |
| |                                            |  |  |  |  |  |  |  |  |  |  |  |                                      |  |  |  |
| | 30. Carlos IV của Tây Ban Nha (=8, 12, 22) |  |  |  |  |  |  |  |  |  |  |  |                                      |  |  |  |
| |                                            |  |  |  |  |  |  |  |  |  |  |  |                                      |  |  |  |
| |                                            |  |  |  |  |  |  |  |  |  |  |  |                                      |  |  |  |
| |                                            |  |  |  |  |  |  |  |  |  |  |  |                                      |  |  |  |
| | 15. María Isabel của Tây Ban Nha (=11)     |  |  |  |  |  |  |  |  |  |  |  |                                      |  |  |  |
| |                                            |  |  |  |  |  |  |  |  |  |  |  |                                      |  |  |  |
| |                                            |  |  |  |  |  |  |  |  |  |  |  |                                      |  |  |  |
| |                                            |  |  |  |  |  |  |  |  |  |  |  |                                      |  |  |  |
| | 31. María Luisa của Parma (=9, 13, 23)     |  |  |  |  |  |  |  |  |  |  |  |                                      |  |  |  |
| |                                            |  |  |  |  |  |  |  |  |  |  |  |                                      |  |  |  |
| |                                            |  |  |  |  |  |  |  |  |  |  |  |                                      |  |  |  |